# Se quiere, se mata
"Se quiere, se mata" es una canción pop latino interpretada por la cantante y compositora colombiana Shakira, incluida en su álbum, Pies descalzos (1995). Fue lanzada en marzo de 1997 como sexto y último sencillo del álbum.

## Información de la canción
"Se quiere, se mata" es una canción del álbum "Pies Descalzos", escrita por Shakira y Luis Fernando Ochoa y producida por el último. La letra de la canción relata la historia de amor entre dos jóvenes adolescentes llamados Braulio y Dana. Ambos son representados como jóvenes moderados que llevan una vida que cumple con todas las expectativas socialmente esperadas: cumplen horarios, son discretos, moderados y sobrios. A raíz de un encuentro sexual, Dana queda embarazada. El temor a la condena social por su embarazo adolescente y extramatrimonial la motiva a realizarse un aborto clandestino ("Y antes de que el vecino y la familia supieran, fuiste donde el doctor a acabar con el problema"). Como consecuencia del aborto, Dana pierde su vida y Shakira contrasta lo que perdió con la tranquilidad con que siguió la vida de quienes la podían juzgar ("Tu vecino está en casa, dándose un buen duchazo, y tú dos metros bajo tierra viendo crecer gusanos"). 
Como la canción "Pies descalzos, sueños blancos", "Se quiere, se mata" condensa muchas observaciones sobre las convenciones sociales y sus efectos sobre el comportamiento de las personas. En una entrevista en el Show de Cristina de 1998, Cristina Saralegui le pregunta por el mensaje, a lo que Shakira le responde que el aborto es una forma de representar algo más profundo, sobre cómo hay "ciertas normas preestablecidas que todos tenemos y respetamos y por las cuales somos capaces de sacrificar hasta lo que más queremos en nuestra vida".

## Video musical
El videoclip fue dirigido por Juan Carlos Martin. Se ve a Shakira en un ambiente surrealista que la muestra con dos jóvenes en un salón verde con adornos en las paredes, mientras narra la historia que hay entre ellos. Se pueden ver imágenes del doctor, de los muchachos, de un supuesto juez, etc.
El papel de Braulio en la canción es interpretado por León Larregui (vocalista de Zoé).

## Posicionamiento en las listas
| Colombia       | Colombia Singles Charts   | 1 |
| Ecuador        | Ecuador Top 50            | 1 |
| Estados Unidos | Billboard Latin Songs     | 8 |
| Estados Unidos | Billboard Latin Pop Songs | 1 |
| México         | Monitor Latino            | 7 |
| Venezuela      | Venezuela Top 100         | 3 |